# Голеньовски окръг
Голеньовски окръг (на полски: Powiat goleniowski) е окръг в Северозападна Полша, Западнопоморско войводство. Заема площ от 1615,53 км2. Административен център е град Голеньов.

## География
Окръгът се намира в историческия регион Померания. Разположен е в северозападната част на войводството.

## Население
Населението на окръга възлиза на 81 945 души(2012 г.). Гъстотата е 51 души/км2.

## Административно деление
Административно окръгът е разделен на 6 общини.
Градско-селски общини:
- Община Голеньов
- Община Машево
- Община Новогард

Селски общини:
- Община Ошина
- Община Пшибернов
- Община Степница

## Фотогалерия
- Голеньов
- Машево
- Новогард